# Army of the Frontier
Het Army of the Frontier was een Leger van de Noordelijke staten die aan het westelijke front werd ingezet tijdens de Amerikaanse Burgeroorlog. Het leger werd voornamelijk ingezet in Arkansas, Oklahoma en Kansas. Op 5 juni 1863 hield het leger op te bestaan. De eenheden werden gereorganiseerd in het District of the Frontier.

## Geschiedenis van het Army of the Frontier
Het leger werd opgericht op 12 oktober 1862. Het werd samengesteld uit eenheden van het District of Southwest Missouri. John M. Schofield was de eerste commandant. Op het hoogtepunt maakten drie divisies deel uit van het leger. Ze werden respectievelijk aangevoerd door James G. Blunt, James Totten en Francis J. Herron.
Eenheden van het leger (voornamelijk Blunts 1st Division) namen deel aan enkele kleinere acties. De Slag bij Prairie Grove was hun belangrijkste wapenfeit in 1862. Tijdens de slag was Schofield afwezig en werd het bevel gevoerd door generaal Blunt. Blunt voerde eveneens het bevel over zijn eigen divisie. Kolonel Daniel Houston, Jr. nam tijdelijk de plaats van Totten in waarna de 2nd en 3rd Divisions aangevoerd werden door generaal Herron.
In maart 1863 verving Herron Schofield als legeraanvoerder. In mei vocht de 2nd Division die nu aangevoerd werd door William Vandever de Slag bij Chalk Bluff uit met de Zuidelijke cavalerie van John S. Marmaduke. Het leger werd ontbonden op 5 juni 1863. Er werden wel nog eenheden naar het Beleg van Vicksburg gestuurd onder de naam "Herron's Division".

## Generaals
- John M. Schofield  (12 oktober tot 20 november 1862)
- James G. Blunt  (20 november tot 29 december 1862)
- John M. Schofield (29 december 1862 tot 30 maart 1863)
- Francis J. Herron  (30 maart tot 5 juni 1863)

## Veldslagen
- Slag bij Old Fort Wayne
- Slag bij Prairie Grove
- Slag bij Chalk Bluff
- Beleg van Vicksburg

## Geschiedenis van het District of the Frontier
Op 6 juni 1863 werden de resterende eenheden in Arkansas en Oklahoma ingedeeld in het District of the Frontier onder leiding van generaal Blunt. Het district maakte deel uit van het Departement of the Missouri en omvatte Oklahoma, westelijke Arkansas, zuidwestelijk Missouir en het zuidelijke deel van Kansas.
Met deze eenheden won Blunt de Slag bij Honey Springs in 1863, maar verloor later op het jaar de Slag bij Baxter Springs. In januari 1864 werd Blunt ontgeven van zijn commando en werd het District of the Frontier opnieuw georganiseerd. Oklahoma en Fort Smith kregen de naam District of the Frontier in het Departement of Kansas en werd geleid door kolonel William R. Judson. De gebieden in Arkansas kregen de naam District of the Frontier in het Departement of Arkansas onder leiding van generaal John Milton Thayer. Thayers eenheden werden toegevoegd aan het VII Corps tijdens de Camdenveldtocht onder de naam "Frontier Division".
Op 23 februari 1864 werd Judson vervangen door Blunt als bevelhebber van het District of the Frontier, Department of Kansas. Blunt bleef bevelhebber tot het district opgegeven werd op 17 april 1864. Fort Smith werd opgenomen in Thayers district en de rest van Oklahoma werd verdeeld onder de andere districten. Thayers district bleef bestaan tot 1 februari 1865.

## Generaals
- James G. Blunt (9 juni 1863 tot 6 januari 1864) deel van het Dept. of Missouri
- William R. Judson (6 januari tot 23 februari 1864) deel van het Dept. of Kansas
- James G. Blunt (23 februari tot 17 april 1864) deel van het Dept. of Kansas
- John Milton Thayer (6 januari 1864 tot 1 februari 1865) deel van het Dept. of Arkansas

## Veldslagen
- Slag bij Honey Springs (Blunts district)
- Camdenveldtocht (Thayers district)